# Doolittle (Missouri)
Doolittle é uma cidade localizada no estado americano de Missouri, no Condado de Phelps.

## Demografia
Segundo o censo americano de 2000, a sua população era de 644 habitantes.
Em 2006, foi estimada uma população de 668, um aumento de 24 (3.7%).

## Geografia
De acordo com o United States Census Bureau tem uma área de
6,4 km², dos quais 6,4 km² cobertos por terra e 0,0 km² cobertos por água.

## Localidades na vizinhança
O diagrama seguinte representa as localidades num raio de 28 km ao redor de Doolittle.